# 池永道雲
池永 道雲（いけなが どううん、延宝2年（1674年）- 元文2年7月19日（1737年））は、江戸時代中期の書家、篆刻家。榊原篁洲・細井広沢とともに日本の文人篆刻の先駆けとなった。
名は栄春、字を道雲、号は一峰のほかに市隠・山雲水月主人など。通称有右衛門。江戸の人。

## 略伝
先祖は相模国小田原の土豪で文禄年間に江戸に出て薬種を売って生計を立てた。やがて業が成り富裕な薬種商となった。道雲はこの薬種商の嗣子として江戸人形町に生まれる。幼い頃から学を好み書をよくし、榊原篁洲に師事した。また細井広沢は師友となり最も親しく交わっている。篆刻は黄道謙に私淑している。長じて書家・篆刻家として名を成した。
家業も怠ることなく家訓を守り隆盛させ、長子の道習（宗右衛門）に譲っている。隠居後は文房清玩に凝り、興が乗れば揮毫・篆刻し、飽きれば琵琶を奏でるという悠々自適の生活を送っている。
篆書を誰よりも深く研究した。『篆海』・『篆髄』・『三体千字文』など、18種50余巻の浩瀚な書を著す。とりわけ『一刀万象』が刊行されると清国人なども賞賛を惜しまず、その名声は海外にも聞こえたという。当時の名士は競ってこの書を買い求めようと門前に集ったが、「100部しかないので友人・知人にのみしか分けられない」と断っている。権大納言藤原俊清・参議菅原長義の使いにも同じ返答だったが、霊元上皇と妙法院法親王に上ると聞くに及んで「大変な名誉である」として装帙に入れてこの書を渡した。後日上皇はたいへん喜ばれ、香品など下賜された。なお、この『一刀万象』は上中巻では千字文を刻し、下巻では169印の印影を掲載しており、日本の印譜の嚆矢となった。
自らの死期を察すると親戚・旧知と会い、沐浴して「吾まさに道山に帰休せんとす」と告げた。それから平家二曲を琵琶で奏で家人に自らの葬儀の指示をし墓碑を撰したのち、浩然と逝ったという。浅草誓願寺塔頭の受用院に葬られたが、昭和2年に、受用院の移転に伴い、東京都練馬区の田島山十一ヶ寺に移葬された。門弟に勝間竜水がいる。

## 著作
- 『篆海』
- 『篆髄』
- 『文字双珠』
- 『聯珠篆文』
- 『篆書大学』
- 『漢唐宋名文篆書』
- 『一刀万象』
- 『元禄正徳年間印譜』
- 『享保宝永年間印譜』
- 『異文合愛』
- 『間窓楽事』
- 『三体千字文』